# Малка дунавска скумрия
Малката дунавска скумрия (Alosa tanaica) е вид лъчеперка от семейство Селдови (Clupeidae). Видът е незастрашен от изчезване.

## Разпространение и местообитание
Разпространен е в България, Грузия, Молдова, Румъния, Русия, Турция и Украйна.
Среща се на дълбочина от 50 до 70 m.

## Описание
На дължина достигат до 20 cm, а теглото им е максимум 59 g.